# 28-й меридіан західної довготи
28-й меридіан західної довготи — лінія довготи, що лежить на 28 градусів західніше Гринвіцького меридіана. Вона проходить від Північного полюса через Північний Льодовитий океан, Гренландію, Атлантичний океан, Південний океан та Антарктиду до Південного полюса.
28-й меридіан західної довготи формує велике коло разом із 152-гим меридіаном східної довготи.
В Антарктиді меридіан визначає східну межу Бразильської Антарктики — неофіційних територіальних претензій Бразилії.

## Список географічних об'єктів, що перетинає 28° зх. д.
Починаючи на Північному полюсі та рухаючись до Південного полюса, 28-й меридіан західної довготи проходить через:
| Координати                                                 | Країна, територія або море | Примітки |
| ---------------------------------------------------------- | -------------------------- | --- |
| 90°0′ пн. ш. 28°0′ зх. д. / 90.000° пн. ш. 28.000° зх. д.  | Північний Льодовитий океан | |
| 83°28′ пн. ш. 28°0′ зх. д. / 83.467° пн. ш. 28.000° зх. д. | Гренландія                 | Проходить через Землю Пірі |
| 83°9′ пн. ш. 28°0′ зх. д. / 83.150° пн. ш. 28.000° зх. д.  | Фьорд Фредеріка Хайда[en]  | |
| 83°5′ пн. ш. 28°0′ зх. д. / 83.083° пн. ш. 28.000° зх. д.  | Гренландія                 | Проходить через Землю Мелвілла[en] |
| 82°11′ пн. ш. 28°0′ зх. д. / 82.183° пн. ш. 28.000° зх. д. | Фьорд Індепенденс          | |
| 82°2′ пн. ш. 28°0′ зх. д. / 82.033° пн. ш. 28.000° зх. д.  | Гренландія                 | Проходить через Землю Мілна |
| 68°35′ пн. ш. 28°0′ зх. д. / 68.583° пн. ш. 28.000° зх. д. | Атлантичний океан          | |
| 39°5′ пн. ш. 28°0′ зх. д. / 39.083° пн. ш. 28.000° зх. д.  | Португалія                 | Проходить через острів Грасіоза, Азорські острови                                                                                                  |
| 39°1′ пн. ш. 28°0′ зх. д. / 39.017° пн. ш. 28.000° зх. д.  | Атлантичний океан          | |
| 38°39′ пн. ш. 28°0′ зх. д. / 38.650° пн. ш. 28.000° зх. д. | Португалія                 | Проходить через острів Сан-Жорже, Азорські острови                                                                                                 |
| 38°36′ пн. ш. 28°0′ зх. д. / 38.600° пн. ш. 28.000° зх. д. | Атлантичний океан          | Проходить східніше острова Піку, Азорські острови, Португалія Проходить східніше острова Лєскова, Південна Джорджія та Південні Сандвічеві Острови |
| 60°0′ пд. ш. 28°0′ зх. д. / 60.000° пд. ш. 28.000° зх. д.  | Південний океан            | |
| 76°13′ пд. ш. 28°0′ зх. д. / 76.217° пд. ш. 28.000° зх. д. | Антарктида                 | Проходить через Аргентинську Антарктиду та Британську Антарктичну Територію (претендують Аргентина та Велика Британія)                             |